# Ruda (powiat giżycki)
Ruda (niem. Ruhden, od 1938 Eisenwerk) – osada w Polsce, położona w województwie warmińsko-mazurskim, w powiecie giżyckim, w gminie Miłki.
W latach 1975–1998 miejscowość należała administracyjnie do województwa suwalskiego.

## Integralne części osady
| SIMC    | Nazwa | Rodzaj      |
| ------- | ----- | ----------- |
| 0762744 | Kąp   | część osady |

## Historia
W roku 1481 przywilej na prowadzenie tu młyna wodnego otrzymał Marcin Pieczarka. Przy młynie około 1504 powstała wieś Ruda lokowana na 60 włókach. Nazwa wsi Ruda pochodzi od rudy przerabianej w uruchomionej tu hamernii. Nie wszystkie włóki w Rudzie zostały obsadzone osadnikami, ponieważ w roku 1539 zagospodarowanych było tu 28 włók, w tym cztery sołtysa i dwie młynarza. W roku 1625 mieszkali tu sami Polacy. Wieś została zniszczona w roku 1657 przez Tatarów posiłkujących polskie wojska. Zniszczona została także hamernia w takim stopniu, że już później jej nie odbudowano.
W roku 1830 w Rudzie było trzydzieści gospodarstw chłopskich. Od 1850 nastąpiło wchłanianie gospodarstw chłopskich przez utworzony tu majątek ziemski. W roku 1880 pozostały tu tylko dwa gospodarstwa chłopskie. Podczas akcji germanizacyjnej nazw miejscowych i fizjograficznych historyczna nazwa niemiecka Ruhden została w 1938 r. zastąpiona przez administrację nazistowską sztuczną formą Eisenwerk.
W roku 1939 majątek ziemski w Rudzie miał powierzchnię 382 ha. W majątku ziemskim była cegielnia i gorzelnia.
W roku 1945 wieś znalazła się na terenie Polski. W Rudzie powstała siedziba klucza nieruchomości ziemskich zarządzanego przez kadrę pochodzącą z przesiedleń z terenów Wileńszczyzny. Zarządca klucza majątków działał w oparciu o pełnomocnictwo ówczesnego starosty łuczańskiego Ławrowskiego., a podlegał pod Powiatowy Urząd Ziemski w Giżycku (utworzony 10 marca 1945). W roku 1945 w Rudzie funkcjonowała gorzelnia, a w oborze odbywała się normalna produkcja mleka. W roku tym w Rudzie znajdował się punkt rozdziału koni pochodzących z UNRRY. Konie z Rudy trafiały do tworzonych gospodarstw państwowych jak i osadników w gospodarstwach chłopskich, przesiedlonych tu z dawnych terenów Polski na wschodzie. Majątek ziemski w Rudzie z chwilą utworzenia Państwowych Nieruchomości Ziemskich podlegał pod Zarząd PNZ w Giżycku, a od 1949 powstał tu PGR.
W latach 1954–1972 Ruda znajdowała się na terenie Gromadzkiej Rady Narodowej w Upałtach, a później na terenie gminy Miłki w sołectwie Staświny. Współcześnie Ruda jest samodzielnym sołectwem.